# Макс Фасмер
Макс Юліус Фрідріх Фасмер (нім. Max Julius Friedrich Vasmer, рос. Максимилиан Романович Фасмер; 28 лютого 1886, Санкт-Петербурґ — 30 листопада 1962, Західний Берлін) — видатний мовознавець, славіст, етимолог і лексикограф, член кількох німецьких академій, дійсний член Наукового товариства ім. Шевченка, чл.-кор. АН СРСР. Автор робіт про слов'янські мови, історію розселення народів у Східній Європі, дослідження східноєвропейської антропонімії й топонімії, впливу слов'янських мов на албанську тощо. Етногенетичні праці Фасмера ґрунтувалися на широкому використанні гідронімів, географічних назв взагалі й історичних матеріалів. Наукова праця Фасмера зосереджувалася навколо двох головних комплексних питань: етимологія і прабатьківщина слов'ян, зокрема східних. Найвідомішою працею Фасмера є етимологічний словник російської мови.

## Біографія

### Російський період
Макс Фасмер народився в Санкт-Петербурзі, у купецькій родині російських німців. 1903 року закінчив відому класичну гімназію Карла Мая. З 1903 по 1907 рік навчався в Санкт-Петербурзькому університеті, вивчав порівняльне мовознавство і славістику. Серед його вчителів були філологи Бодуен де Куртене і О. О. Шахматов.
У 1906–1909 роках Фасмер випустив свою першу відому лексикографічну працю — Греко-слов'янські етюди де досліджувався вплив грецької мови на слов'янські. Третю частину «Етюдів» Фасмер захистив у 1909 як маґістерську дисертацію, за неї він здобув премію Міхельсона «За труды в области науки о русском языке» від Імператорської Санкт-Петербурзької Академії Наук. У процесі створення «Етюдів» Фасмер їздив у Грецію, де вивчав діалекти грецької мови, а також албанську мову. За власними словами, він уже тоді мав намір створити російський етимологічний словник і вважав це головним завданням своєї наукової діяльності.
У 1908—1910 роках Фасмер навчався в університетах у Кракові, Відні й Граці. Основна робота цього періоду Kritisches und Antikritisches zur neueren slavischen Etymologien, яка вилилася у створення основної праці філолога.
1910 року Фасмер склав іспити на право читання лекцій і дістав посаду приват-доцента в Санкт-Петербурзькому університеті. Одночасно з 1912 року він на посаді професора слов'янської філології й індоєвропейського мовознавства викладав на Вищих жіночих Бестужевських курсах.
1914 року в Москві була видана робота Фасмера Дослідження в області давньогрецької фонетики, пізніше — у 1915 — він захистив її як дисертацію.
У 1917–1918 роках Фасмер — професор індогерманського мовознавства і слов'янській філології на Філологічному факультеті Саратовського університету.

### Фасмер у Дерпті
Після жовтневого перевороту Фасмер, перебуваючи у Фінляндії, вирішив не повертатися до Саратова і переїхав до Дерпта (нині Тарту, Естонія). У 1918–1921 роках викладав у Дерптському університеті на посаді ординарного професора. Під час своєї роботи в Дерпті вчений брав участь у поверненні евакуйованої в Вороніж у Першу світову війну університетської бібліотеки (на підставі мирного договору між Естонією і РРФСР від 2 лютого 1920). Одночасно він переправив із Росії і свою особисту бібліотеку, яку згодом надав у користування німецьким славістам і сам використовував у своїх роботах.

### Фасмер у Лейпцигу
1921 року Фасмер дістав запрошення з Лейпцига. З 1921 по 1925 рік він обіймав посаду ординарного професора історико-філологічного відділення філософського факультету Лейпцигського університету, працював на кафедрі слов'янської філології. Одночасно в 1921 році він став содиректором Індогерманського інституту, інституту Південно-Східної Європи й Ісламу і Державного науково-дослідного інституту індогерманістики. Також у 1923 році Фасмер став ординарним членом філолого-історичного класу Саксонської Академії Наук. Протягом багатьох років Фасмер працював над первісними межами й поширенням східних слов'ян, установивши північну межу іранських впливів (Die Iranier in Südrussland, 1923), південну і східну межу балтських впливів і південну межу фінських впливів (Beiträge zur historischen Völkerkunde Osteuropas, I—IV, 1932 — 36), як також межі впливів вікінгів (Wikingerspuren in Russland, 1931, та ін.). Ці праці мають основоположне значення також для проблем походження української мови.
У 1924 році Фасмер заснував журнал «Zeitschrift für slavische Philologie» («Журнал слов'янської філології»), що незабаром став одним з провідних європейських славістичних видань і виходить дотепер. У журналі поряд з іншими статтями публікувалися і статті самого Фасмера з етимології слів російської мови.

### Берлінський період. Стокгольм
У 1925 році Фасмер переїхав у Берлін. З 1925 по 1945 рр. Фасмер — ординарний професор Слов'янського інституту в Берлінському університеті Фрідріха-Вільгельма.
У 1925–1933 роках Фасмер видає Нариси слов'янської філології й історії культури (нім. Grundriss der slavischen Philologie und Kulturgeschichte, Berlin, Leipzig, 1925—1933). І серед них його робота — підсумок поглядів на прабатьківщину слов'ян Прабатьківщина слов'ян (нім. Die Urheimat der Slaven) (1926) та Східно-слов'янська етнографія (нім. Russische (Ostslavische) Volkskunde) (1927), написана за пропозицією Фасмера видатним радянським етнографом Дмитром Зеленіним, яка і дотепер лишається найґрунтовнішим і найавторитетнішим описом етнографії українців, білорусів та росіян. Усього передбачалося випустити 90 томів «Нарисів…», світ же побачили тільки 12 випусків.
У 1932–1936 вийшла його робота в чотирьох томах Нариси історичної етнології Східної Європи (нім. Beitrage zur historischen Volkerkunde Osteuropas, Berlin, 1932-36), де, зокрема, розповідалося про розселення фінських племен в центральній Росії.
У 1926 році Фасмер брав участь у науковій конференцію в Мінську. 14 січня 1928 року Фасмер обраний іноземним членом-кореспондентом по розряду лінґвістики (слов'янська філологія) Відділення гуманітарних наук Академії наук СРСР.
У 1937–1938 роках Фасмер як запрошений професор читав лекції в Колумбійському університеті в Нью-Йорку. Також він виступав з лекціями в 1930–1931 роках у Лунді, Уппсалі, Стокгольмі, у 1937–1941 роках — у Софії, Будапешті, Бухаресті і Гельсінкі.
У 1938 році Фасмер під час перебування в Нью-Йорку почав систематично працювати над складанням словникових статей для етимологічного словника російської мови. У цьому ж році він повернувся в Берлін, де продовжив працювати над словником.
Свою діяльність Фасмер не переривав і в роки Другої світової війни, незважаючи на численні перешкоди. Крім підготовки словникових статей Фасмер у цей час продовжував писати роботи з славістики і викладати на кафедрі (заняття велися до лютого 1945). Серед його праць цього часу: Слов'яни в Греції (нім. Die Slaven in Griechenland, 1941), Старі взаємини населення Росії (нім. Die alten Bevölkerungsverhältnisse Russlands, 1941), Грецькі запозичення в сербсько-ховатській мові (нім. Griechische Lehnwörter im Serbokroatischen, 1944) та ін.
У січні 1944 року до будинку Фасмера потрапила фугасна бомба. Сам учений був тоді в бомбосховищі, однак його бібліотека і рукописи вкупі з картотекою для етимологічного словника були знищені. Фасмер став складати картотеку заново, користуючись бібліотекою Слов'янського інституту. З 1945 року ця бібліотека стала йому недоступна. Тоді Фасмер продовжив роботу в інших берлінських бібліотеках. У 1945–1946 роках він не видав жодної статті, зосередившись на відновленні словникової картотеки.
У 1946 році Слов'янський інститут, що опинився на території Східного Берліна, відновив свою діяльність. Фасмер читав там лекції в зимовий семестр 1946–1947 років. Через зростаючу політичну напругу, а також з метою лікування від хвороби очей Фасмер прийняв запрошення зі Стокгольма. У 1947–1949 роках Фасмер — професор Стокгольмського університету.

### Західноберлінський період. Видання етимологічного словника
З 1949 по 1956 рік Фасмер — ординарний професор, завідувач кафедрою славістики Вільного університету в Західному Берліні.
До червня 1949 року Фасмер займався збиранням матеріалу для словника і відновленням втрачених даних по пам'яті, а з 1949 він почав обробляти рукопис словника.
Словник Russisches etymologisches Wörterbuch видавався в Гайдельберзькому університетському видавництві «Карл Вінтер» (нім. Carl Winter). Перший випуск словника вийшов у 1950 році. Видання продовжувалося до 1958 року окремими випусками, що склали три томи. Хоч у центрі уваги Фасмера були російські етимології, він широко залучав український матеріал (не завжди повний і достатньо перевірений), так що ці праці мають значення й для української етимології.
У 1956 році Фасмер відвідав Москву, взявши участь у роботі Міжнародного комітету славістів. У 1958 році він знову приїжджає в Москву як учасник IV З'їзду славістів. На цьому з'їзді обговорювався і його етимологічний словник.
Побічним наслідком етимологічних праць була публікація двох важливих довідникових видань: Wörterbuch der russischen Gewässernamen (1960—1973) і Russisches geographisches Namenbuch (1962—1981), закінчені після смерти Фасмера, перший Айсолдом та ін., другий Г. Броєром та ін. Обидва видання включають вичерпний (крім Закарпаття) український матеріал.
Праці Фасмера зі специфічно українською тематикою: до річкових назв (Десна — 1930 — 31, Псел — 1932, Дніпровські пороги — 1960), історичних проблем: підпис Анни Ярославни (1927 і пізніше); перехід je- > о-, український імператив (1925). З діалектології Фасмер писав про болгарські впливи в закарпатських говірках, зредагував і видав діалектні записи Наконечної. На його замовлення Ганцов написав ґрунтовний огляд досліджень з української діалектології. Бібліографія творів Фасмера в Festschrift für Max Vasmer, 1956, і Zeitschrift für slavische Philologie 31 і 34.

### Смерть
30 листопада 1962 року Макс Фасмер помер. Похований у Західному Берліні, на цвинтарі євангелічного приходу Ніколасзеє. У 1987 році рішенням Сенату його поховання набуло статусу почесної могили (нім. Ehrengrab).

## Російський переклад етимологічного словника
У видавництві «Карл Вінтер» етимологічний словник Фасмера вийшов німецькою мовою. Робота над перекладом словника на російську мову почалася в 1959 році. Переклад був виданий у 1964–1973 рр. у Москві філологом-славістом Олегом Трубачовим накладом 10 000 примірників. Словник вийшов з виправленнями і доповненнями, у результаті чого обсяг збільшився більше ніж на одну третину, і склав уже чотири томи. Після цього він кілька разів перевидавався.
2004 року компанією ІДДК [Архівовано 24 березня 2008 у Wayback Machine.] була видана версія словника на CD-ROM [Архівовано 30 квітня 2005 у Wayback Machine.].